# کابینه وحدت ملی
حکومت وحدت ملی یا کابینه وحدت ملی (انگلیسی: National unity government) یک دولت ائتلافی گسترده متشکل از همه احزاب (یا همه احزاب اصلی) در قوه مقننه است که معمولاً در زمان جنگ یا سایر شرایط اضطراری ملی تشکیل می‌شود. یک حکومت وحدت ملی فاقد اپوزیسیون است، یا احزاب مخالف بسیار کوچک و ناچیز هستند.

## ژاپن
در ژاپن، کابینه سایتو در سال ۱۹۳۲ و کابینه اوکادا در سال ۱۹۳۴ که در آن فردی از ارتش به عنوان نخست‌وزیر منصوب شد، به عنوان کابینه وحدت ملی شناخته شده هستند. این دو کابینه را «کابینه میانی» نیز می‌نامیدند، زیرا نه کابینه‌های احزاب سیاسی بودند، نه کابینه‌های نظامی. به علاوه، کابینه تحت حمایت انجمن کمک به حکومت امپراتوری، که از ۱۲ اکتبر ۱۹۴۰ تا ۱۳ ژوئن ۱۹۴۵ وجود داشت، به عنوان کابینه وحدت ملی نیز طبقه‌بندی می‌شود.